# Панченко, Григорий Филиппович
Григо́рий Фили́ппович Па́нченко (1900, Харьковская губерния — 1966, Ленинград) — советский военачальник, гвардии генерал-майор (16.07.1943), Герой Советского Союза (1945).

## Биография
Родился 25 декабря 1900 года[по какому календарю?] в крестьянской семье, в посёлке Печенги, волостном центре Волчанского уезда Харьковской губернии (ныне посёлок, относится к Харьковской области Украины). Украинец. Окончил семиклассную неполную среднюю школу.

### Гражданская война
14 июля 1919 года добровольно вступил в РККА и направлен в продовольственный транспорт 46-й стрелковой дивизии. В августе переведён в пулемётную команду 365-го стрелкового полка этой же дивизии. В её составе участвовал в боях с войсками генерала А. И. Деникина под Харьковом и Таганрогом. В марте — мае 1920 года находился в госпитале по болезни, затем состоял во 2-м запасном полку. В октябре командирован на 41-е Сумские курсы комсостава.

### Межвоенные годы
В марте 1921 года переведён во 2-ю Киевскую пехотную школу, а после её расформирования — в 1-ю Харьковскую школу червонных старшин (с 1923 года — 5-я Объединенная школа червонных старшин им. ВУЦИК). В июле 1924 года окончил её, удостоен звания «красного командира» и направлен на стажировку в дивизионную школу 23-й стрелковой дивизии УВО на должность командира звена. После окончания стажировки в сентябре назначен в 296-й стрелковый полк 99-й стрелковой дивизии УВО, где проходил службу политруком роты, командиром роты и ответственным секретарем партбюро (член РКП(б) с 1924 года). С декабря 1931 года служил в штабе дивизии пом. начальника 1-й (оперативной) части и начальником 2-й (разведывательной) части. С октября 1933 по июнь 1934 года проходил подготовку на специальных разведывательных КУКС при IV управлении Штаба РККА в Москве, затем вернулся на прежнюю должность. В декабре 1937 г. капитан Панченко назначен командиром 348-го стрелкового полка 51-й Перекопской стрелковой дивизии КВО. В этой должности принимал участие в Советско-финской войне (в составе 7-й армии на Карельском перешейке). С 24 февраля по 12 марта 1940 года полк вёл бои на р. Перонйоки в районе Кямяря. Особо отличился при наступлении от Суэр-Перо до Маникало, в условиях полного бездорожья и сплошного минирования противником полосы обороны. Лично руководил боями полка за овладение станциями Тали и Репола (с 7 по 10 марта), за что был награждён орденом Красного Знамени (1940). После окончания боевых действий в мае 1940 года полковник Панченко был назначен начальником пехоты и зам. командира 103-й мотострелковой дивизии СКВО в г. Ворошиловск. С октября 1940 по март 1941 года исполнял должность командира этой дивизии.

### Великая Отечественная война
23.06.1941 полковник Панченко назначен командиром 16-й отдельной запасной стрелковой бригады в г. Краснодар. 27 августа он вступил в командование 353-й стрелковой дивизией, сформированной в г. Новороссийск. В середине октября она вошла в сформированную в округе 56-ю отдельную армию и участвовала в Ростовских оборонительной и наступательной операциях (с 22 октября — в составе Южного фронта). В конце декабря дивизия была переброшена в район Дебальцево, где вошла в 18-ю армию Южного фронта и заняла оборону на рубеже Дебальцево, разъезд Булавин, Убежище, разъезд Кулинацкий, Греко-Тимофеевский. В мае 1942 года полковник Панченко направлен на учёбу в Высшую военную академию им. К. Е. Ворошилова, после окончания её ускоренного курса в октябре назначен зам. командира 2-го механизированного корпуса. Его части в составе войск Калининского фронта участвовали в Великолукской наступательной операции, в освобождении г. Великие Луки. Летом 1943 года корпус в составе Брянского (с июля 1943 года) и Центрального (с августа) фронтов участвовал в Курской битве, Орловской наступательной операции и освобождении г. Орёл. В бою под г. Кромы 8 августа 1943 года генерал-майор Панченко был ранен и до 9 сентября находился в госпитале, затем в отпуске. После выздоровления в конце октября он был направлен в распоряжение Военного совета 4-го Украинского фронта и с 8 ноября допущен к командованию 34-й гвардейской стрелковой Енакиевской дивизией. С 29 ноября вступил в командование 40-й гвардейской стрелковой Енакиевской Краснознамённой дивизией, находившейся в резерве Ставки ВГК в составе 69-й армии. После доукомплектования в середине января 1944 г. она была переброшена в район Кривого Рога, где вошла в 46-ю армию 3-го Украинского фронта. С конца января её части вели наступательные бои по ликвидации Никопольского плацдарма противника, затем действовали в направлении Ингулец. В марте — апреле 1944 г. дивизия приняла участие в Березнеговато-Снигирёвской и Одесской наступательных операциях, после чего находилась в резерве на доукомплектовании. В августе 1944 года дивизия под его командованием участвовала в Ясско-Кишинёвской наступательной операции, в ходе которой форсировала реки Прут и Дунай (в районе Соту-Ноу) и вышла к государственной границе СССР с Румынией. С 22 сентября по 4 декабря 1944 года генерал-майор Панченко находился в госпитале по болезни, затем был назначен зам. командира 31-го гвардейского стрелкового корпуса. В составе войск 46-й и 4-й гвардейской армий 3-го Украинского фронта участвовал с ним в Будапештской наступательной и Балатонской оборонительной операциях. В январе 1945 года умело руководил частями и соединениями корпуса при форсировании р. Дунай в районе нас. пункта Дунапентеле (Венгрия), захвате и удержании плацдарма на её правом берегу. Указом Президиума Верховного Совета СССР от 28 апреля 1945 года за эти бои он был удостоен звания Героя Советского Союза. С 10 марта 1945	года допущен к командированию 62-й гвардейской стрелковой Звенигородской Краснознамённой ордена Богдана Хмельницкого 2-й ст. дивизией. Её части в составе 4-й гвардейской армии успешно действовали в Будапештской и Венской наступательных операциях. За отличия в боях при овладении г. Будапешт ей было присвоено почётное наименование «Будапештская» (5.4.1945), а за овладение городом Хайлигенбайль она была награждена орденом Суворова 2-й ст. (26.4.1945).
За время войны комдив Панченко был три раза персонально упомянут в благодарственных приказах Верховного Главнокомандующего.

### Послевоенное время
После войны продолжал командовать этой дивизией в Центральной группе войск. В июле 1946 года она была расформирована, а генерал-майор Панченко зачислен в распоряжение Военного совета группы войск. В августе назначен командиром 95-й гвардейской стрелковой Полтавской ордена Ленина Краснознаменной орденов Суворова и Богдана Хмельницкого дивизии. В апреле 1947 года отстранён от должности по состоянию здоровья и назначен военным комиссаром Сталинградского областного военкомата. С декабря 1949 года исполнял должность военкома Ленинградского городского военного комиссариата. 11 февраля 1956 года уволен в отставку по болезни.
Умер 27 июня 1966 года в Ленинграде. Похоронен на Богословском кладбище (уч. 60, на углу Прямой и Канавной дорожек).

## Награды и почётные звания
- медаль «Золотая Звезда» № 4885 Героя Советского Союза (28.04.1945[5]);
- два ордена Ленина (21.02.1945[6], 28.04.1945);
- четыре ордена Красного Знамени (07.04.1940, 27.03.1942[7], 27.03.1942[7], 03.11.1944[6], 15.11.1950[6]);
- орден Кутузова II степени (29.06.1945[8]);
- два ордена Отечественной войны I степени (в том числе 01.09.1943[9]);
- медаль «XX лет РККА»;
- другие награды.

Приказы (благодарности) Верховного Главнокомандующего в которых отмечен Г. Ф. Панченко
- За овладение городами Дьер и Комаром — важными опорными пунктами обороны немцев на венском направлении. 28 марта 1945 года. № 315.
- За овладение на территории Австрии промышленным городом и крупным железнодорожным узлом Винер-Нойштадт и городами Эйзенштадт, Неункирхен, Глоггнитц — важными опорными пунктами обороны немцев на подступах к Вене. 3 апреля 1945 года. № 328.
- За овладение столицей Австрии городом Вена — стратегически важным узлом обороны немцев, прикрывающим пути к южным районам Германии. 13 апреля 1945 года. № 334.

## Память
- Имя Панченко высечено на памятном знаке воинам-землякам в городе Чугуев.